# Pat Hughes (Tennisspieler)
George Patrick Hughes (* 21. Dezember 1902 in Sutton Coldfield, Großbritannien; † 8. Mai 1997, Walton-on-Thames, Großbritannien) war ein britischer Tennisspieler. Seine größten Erfolge erreichte er im Doppel, wo er drei Grand-Slam-Titel gewinnen konnte.

## Erfolge

### Grand-Slam-Titel
- Australian Open
  - Doppelsiege (1): 1934
  - Doppelfinale (1): 1935

- French Open
  - Doppelsiege  (1): 1933
  - Doppelfinale (1): 1936

- Wimbledon Championships
  - Doppelsiege (1): 1936
  - Doppelfinale (2): 1932, 1937

### Davis Cup
- Siege (4): 1933, 1934, 1935, 1936
- Finale (1): 1931